# John W. Causey

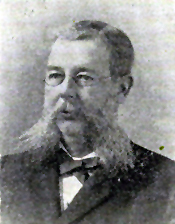
John W. Causey

John William Causey  (* 19. September 1841 in Milford, Delaware; † 1. Oktober 1908 ebenda) war ein US-amerikanischer Politiker. Zwischen 1891 und 1895 vertrat er den  Bundesstaat Delaware im US-Repräsentantenhaus.

## Werdegang
John Causey besuchte zunächst private Schulen und danach die Albany Academy in New York. Anschließend studierte er am Pennsylvania Agricultural College. Für den Rest seines Lebens beschäftigte er sich neben seiner politischen Tätigkeit mit landwirtschaftlichen Angelegenheiten.
Causey war Mitglied der Demokratischen Partei. Zwischen 1875 und 1877 gehörte er dem Senat von Delaware an; 1884 war er Delegierter zur Democratic National Convention, auf der Grover Cleveland als Präsidentschaftskandidat der Partei nominiert wurde. Nach seiner Wahl ernannte ihn Cleveland zum Steuereinnehmer für den Bereich des Staates Delaware. Dieses Amt übte Causey von 1885 und 1887 aus.
1890 wurde er in das US-Repräsentantenhaus in Washington, D.C. gewählt, wo er am 4. März 1891 John B. Penington ablöste. Nach einer Wiederwahl im Jahr konnte er bis zum 3. März 1895 zwei Legislaturperioden im Kongress absolvieren. Für die Wahlen des Jahres 1894 verzichtete er auf eine erneute Kandidatur. Er widmete sich weiterhin der Landwirtschaft und wurde Präsident einer Versicherungsgesellschaft. Aus der Politik zog er sich zurück. John Causey starb am 1. Oktober 1908 in seinem Geburtsort Milford und wurde dort auch beigesetzt.